# Université du Gloucestershire
L'université du Gloucestershire est une université publique anglaise située à Cheltenham et à Gloucester.